# 伽马大厦
伽马大厦（英語：Gama Tower）是位于印尼南雅加达行政市的拉寻那赛义德路（Jalan H.R. Rasuna Said）的一座摩天大楼。建造期间也被称为拉苏纳大厦（Menara Rasuna）和塞明多大厦（Menara Cemindo），但最终被命名为伽马大厦。2016年完工時，它是雅加达和印度尼西亚最高的建筑。2022年被譚林九號的署名大廈和光明大廈超越。

## 简介
伽马大厦的建筑高度为285.5米（937 英尺），而其天线高度达到了297米（974 英尺）。 地上楼层为64层，地下则4层。该大厦开发的土地面积为1.6公顷。它有一个停车场可停放1,100多辆车。该大厦是目前全印尼最高的建筑，也是世界第74高的建筑。该大厦是一座混合办公和酒店的建筑。
伽马大厦于2011年开工建设，于2015年封顶，2016年8月开放。 该建筑的建造成本约2万亿印尼盾（2016年约为1.5亿美元）。
伽马大厦是一座应用绿色建筑理念和开发的豪华写字楼。威斯汀酒店占据了塔顶的20层，介于50层和69层之间。从51楼的餐厅可以360 度欣赏雅加达的全景。在67层拥有经营俱乐部和休息室，并在塔的最顶层68和69层经营餐厅。69楼还设有一个多功能厅。 其余楼层为行政办公空间。